# Oblastní nemocnice Příbram
Oblastní nemocnice Příbram, a. s. je zdravotnické zařízení Středočeského kraje v Příbrami. Nemocnice je rozdělena do dvou areálů - Areál I se nachází v ulici Gen. R. Tesaříka, Příbram I a Areál II se nachází v Podbrdské ulici, Příbram V-Zdaboř. Kromě nemocnice jsou v Příbrami ještě také tři polikliniky.

## Historie
Nemocnice byla založena (a vysvěcena) 1. srpna 1881, zprávu o otevření nemocnice otiskl 6. srpna 1881 příbramský časopis Horymír. „O 10. hodině byla čtena tichá mše sv. v děkanském chrámu Páně, načež se ubíral průvod do nemocnice, kde po krátkém oslovení veledůstojného p. děkana Antonína Vojáčka budova a zároveň kaple byla vysvěcena. Průvodu se účastnila slovutná městská rada příbramská a deputace sborů v Příbrami zastoupených…“. Letopočet 1881 je na štítu budovy pavilonu B. Po skončení druhé světové války, byla postavena nová nemocniční budova a otevřen primariát interního lékařství, později byly přistavěné také další budovy a II. areál na Zdaboři. Od 29. srpna 2008 je zde babybox.

## Pavilony
- Pavilon A - Areál I
- Pavilon B - Areál I
- Pavilon B - Areál II
- Pavilon C - Areál I
- Pavilon C - Areál II
- Pavilon D - Areál II
- Pavilon D2 - Areál I
- Pavilon D3 - Areál I
- Pavilon D4 - Areál I
- Pavilon E - Areál I
- Pavilon E - Areál II
- Pavilon F - Areál I
- Pavilon G - Areál II
- Pavilon H - Areál II
- Pavilon I - Areál I
- Pavilon J - Areál I
- Pavilon M - Areál I
- Pavilon N - Areál I
- Pavilon P - Areál I

## Ambulance
- Urgentní příjem pacientů
- Ambulance pro léčbu chronické bolesti
- Anesteziologická ambulance
- Dětské ambulance
- Dárci krve
- Dětský praktický lékař (pro děti a dorost)
- Diabetologické a endokrinologické ambulance
- Gastroenterologická ambulance
- Gynekologicko-porodnické ambulance
- Hematologická ambulance
- Chirurgické ambulance
- Infekční ambulance
- Interní ambulance
- Kardiologická ambulance
- Kardiostimulační poradna
- Kalmetizace
- Klinická logopedie
- Kožní ambulance
- Metabolická poradna
- Neurologické ambulance
- Nukleární medicína
- Oční ambulance
- Odběry krve
- Onkologie
- Ortopedicko-traumatologické ambulance
- ORL ambulance
- Paliativní centrum
- Plicní ambulance
- Poradna nutričních terapeutů
- Praktický lékař pro dospělé
- Preventivní medicína
- Psychologie a psychiatrie
- Rehabilitace ambulance
- Revmatologická ambulance
- Urologická ambulance
- Zobrazovací metody / radiodiagnostika
- Zubní ambulance

## Oddělení
- Urgentní příjem
- ARO
- Centrální operační sály
- Centrální sterilizace
- Dětské oddělení
- Dobrovolnické centrum
- Domácí péče Andělka
- Gastroenterologie
- Gynekologicko-porodnické oddělení
- Chirurgické oddělení
- Iktové centrum
- Interní oddělení
- Klinická logopedie
- Lékárna
- Následná péče
- Neurologické oddělení
- Nukleární medicína
- Oční oddělení
- Onkologie
- ORL
- Ortopedicko-neurologické oddělení
- Paliativní lůžkové oddělení
- Rehabilitace
- Sociální a odlehčovací lůžka
- Urologické oddělení
- Zobrazovací metody

## Laboratoře
- Hematologicko-transfuzní oddělení
- Klinická biochemie
- Klinická mikrobiologie a parazitologie
- Patologie

## Lékaři
- MUDr. Vlasta Machovcová (* 1953), dermatoveneroložka Oblastní nemocnice Příbram
- MUDr. Jan Šírek (* 1950), internista, primář nemocnice
- MUDr. Karel Šedivý (* 1952), infektolog na infekčním oddělení nemocnice
- MUDr. Václav Trnka (1897–1965), chirurg a pedagog, první primář a ředitel nemocnice, Čestný horník

## Galerie

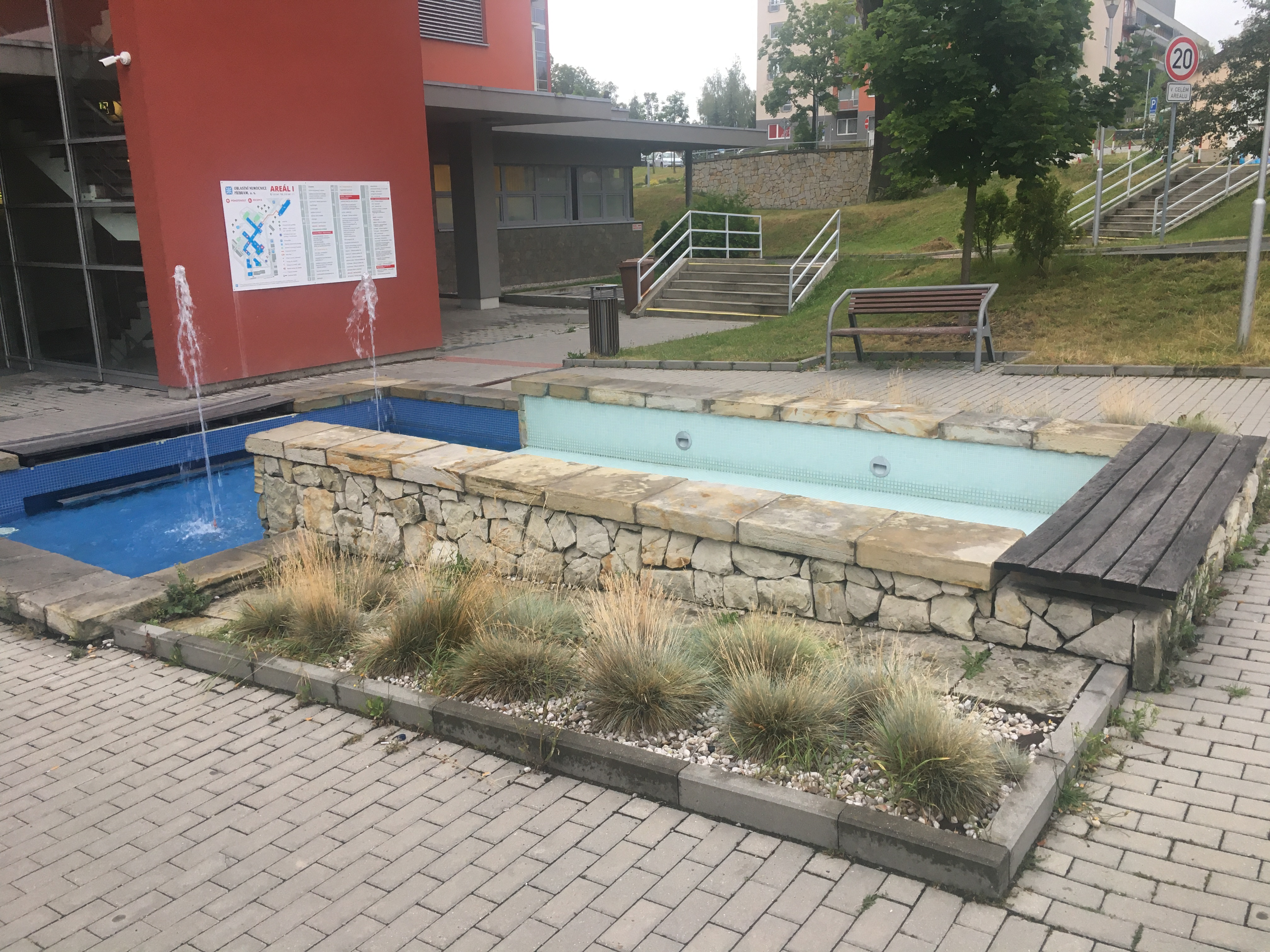
Fontána před nemocnicí
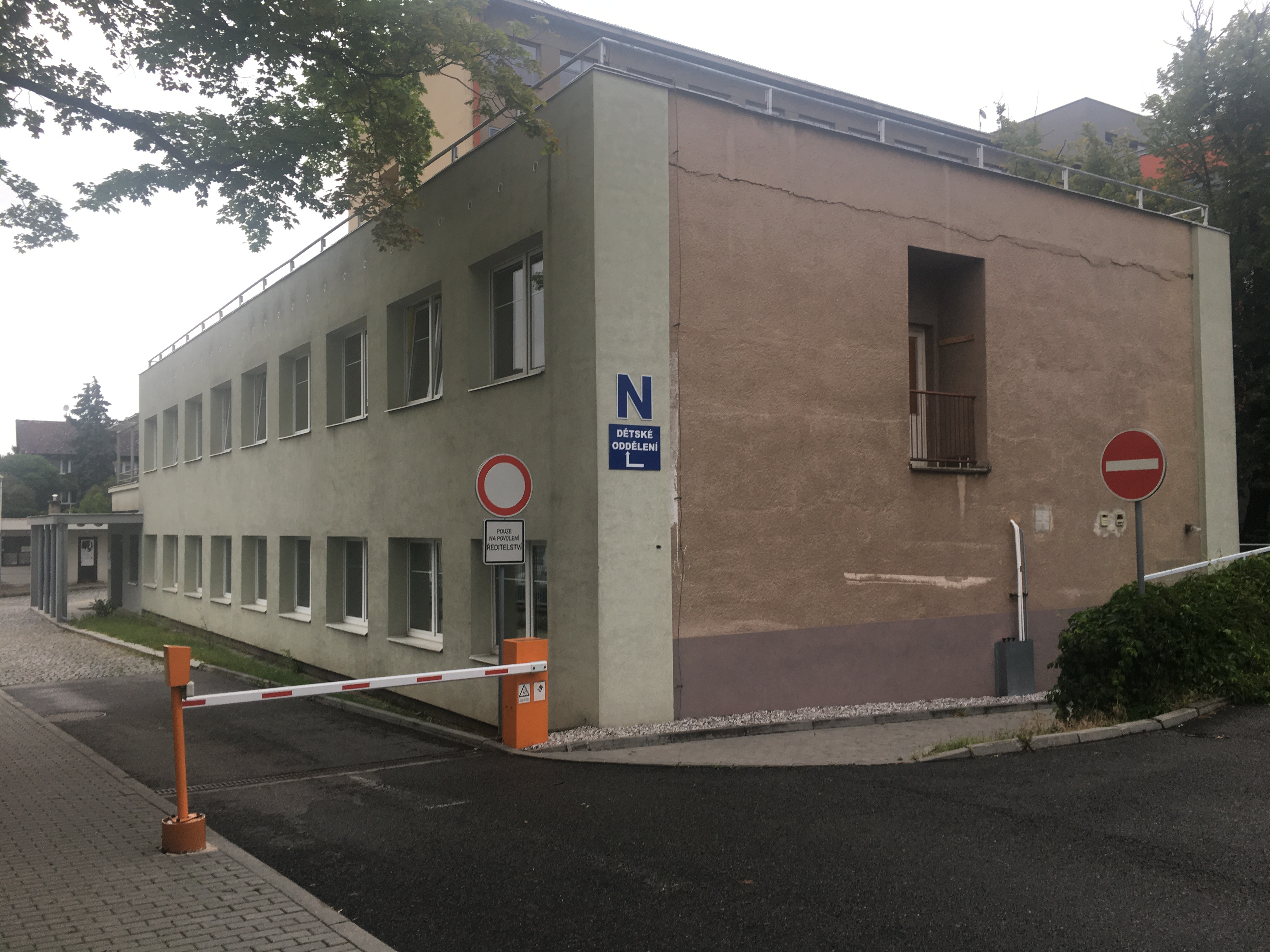
Pavilon N — dětské oddělení
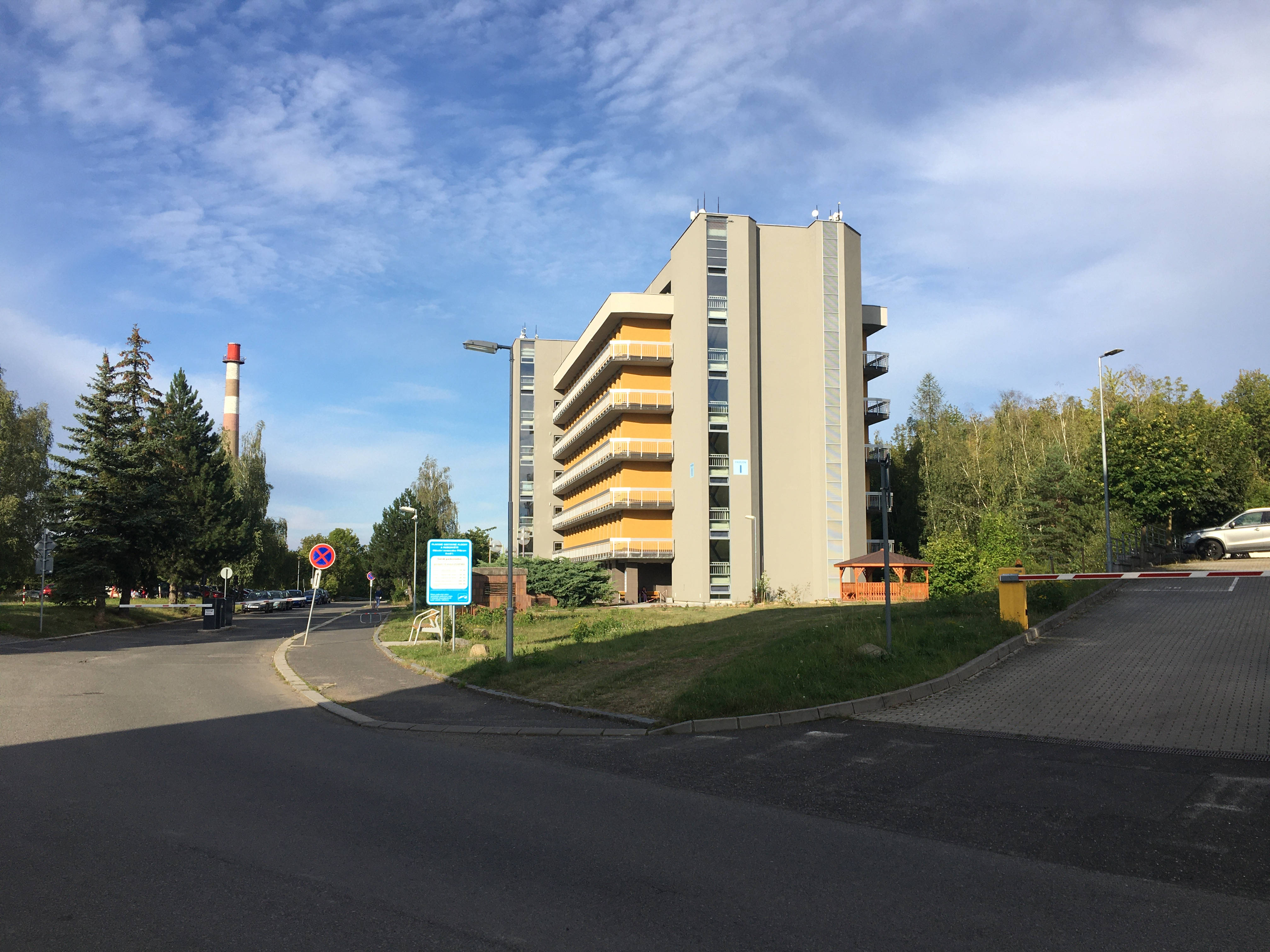
Pavilon I
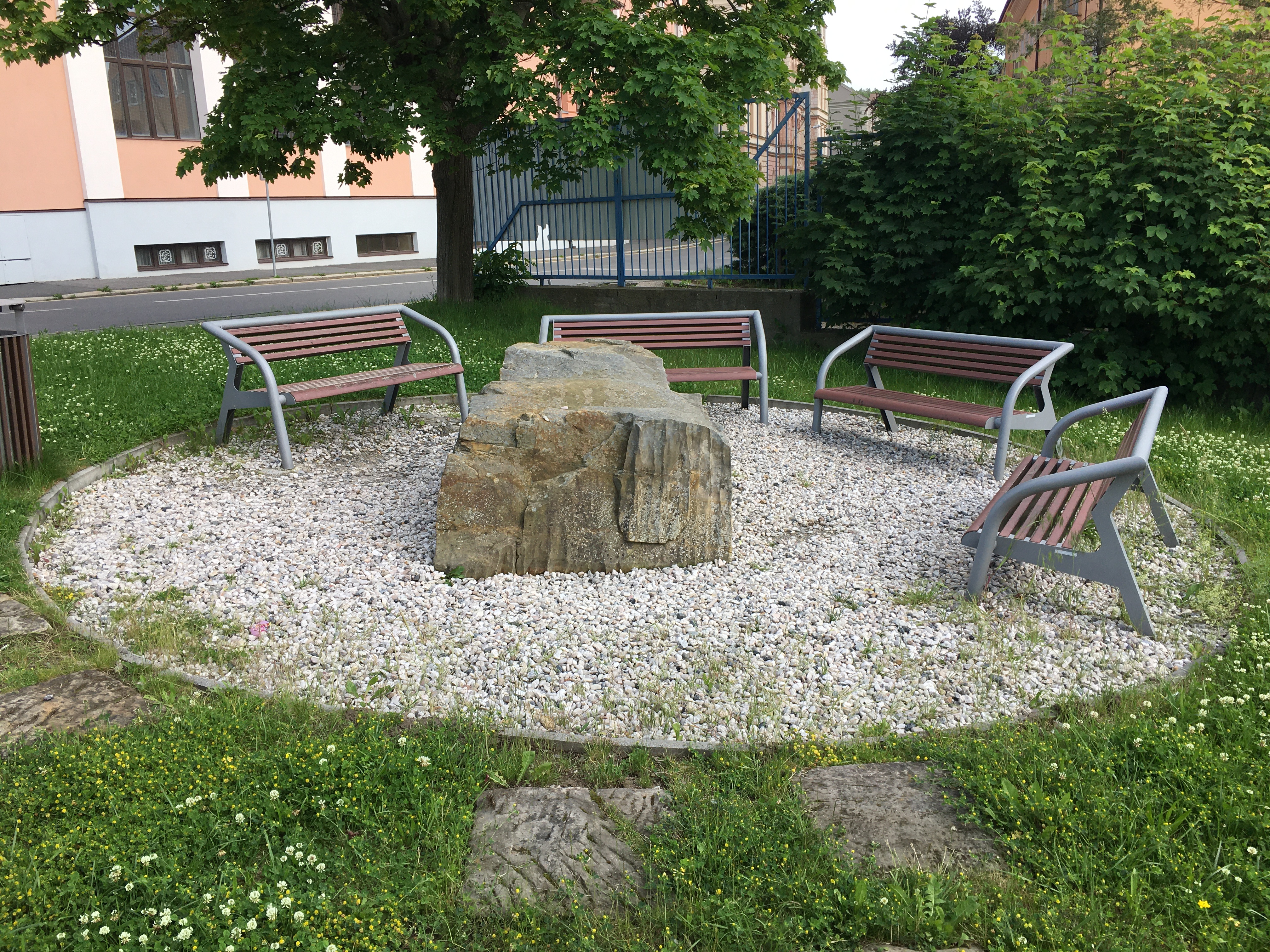
Lavičky v parčíku před nemocnicí
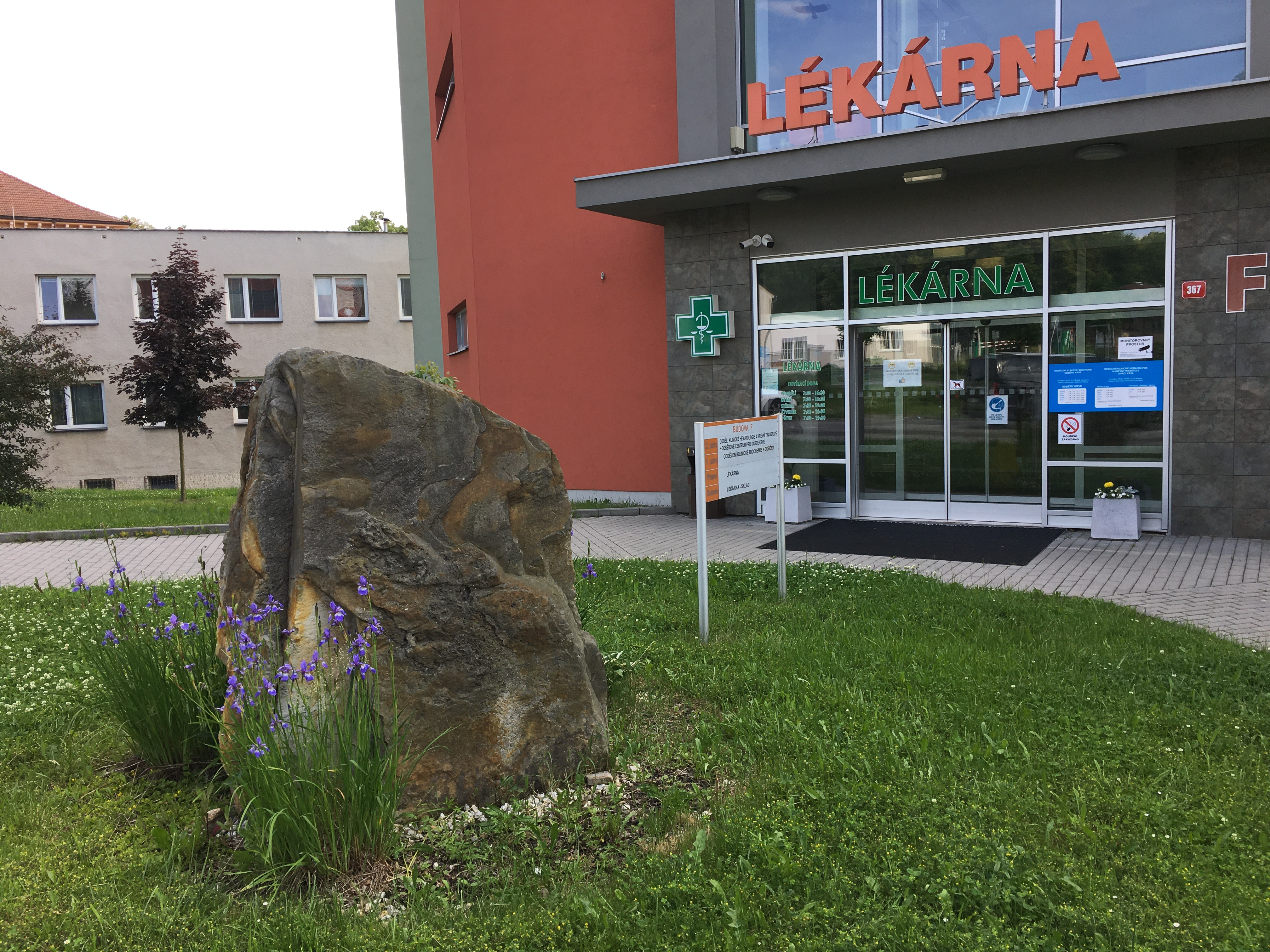
Lékárna
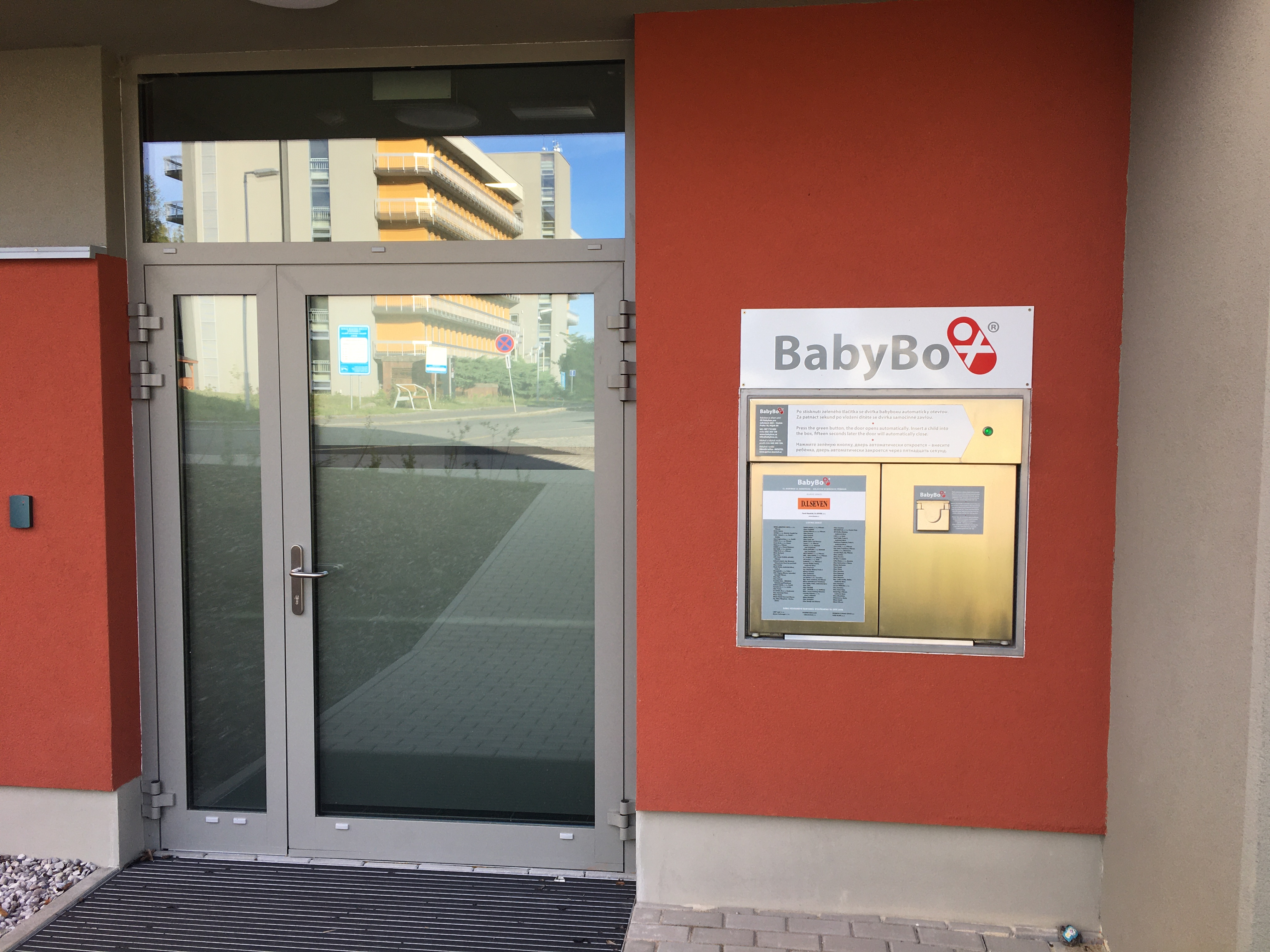
Babybox
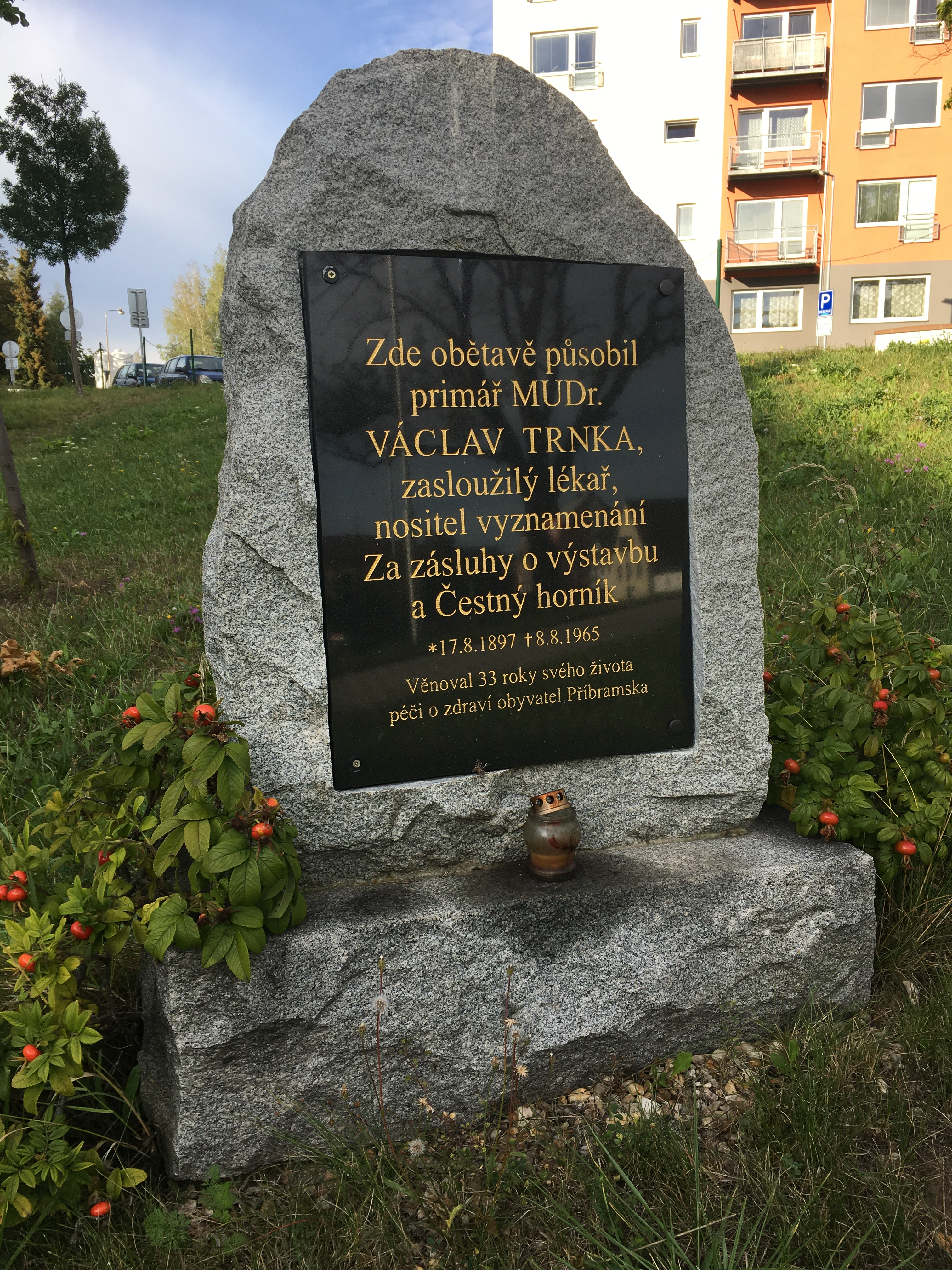
Pomník Václava Trnky
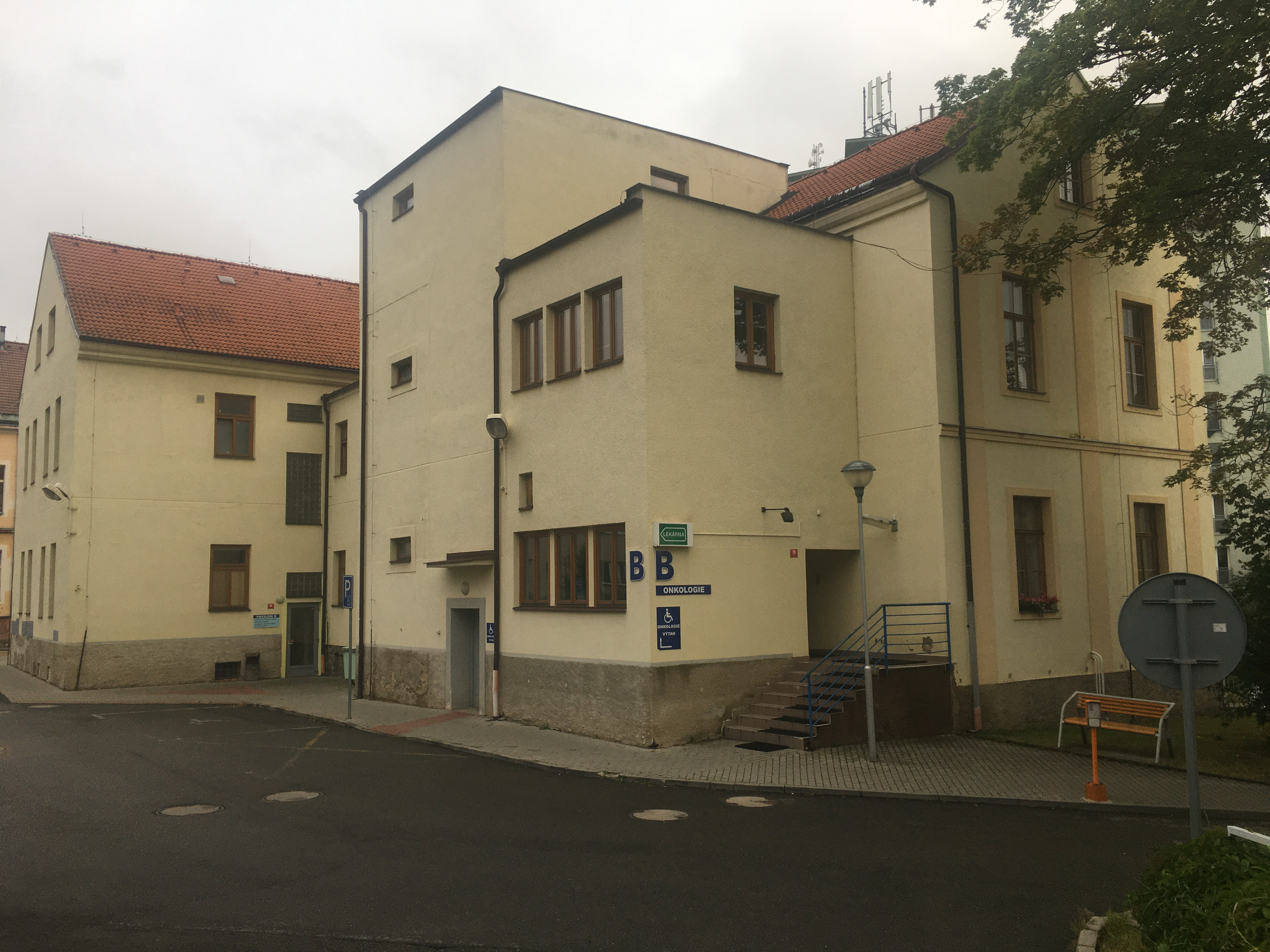
Pavilon B — onkologie
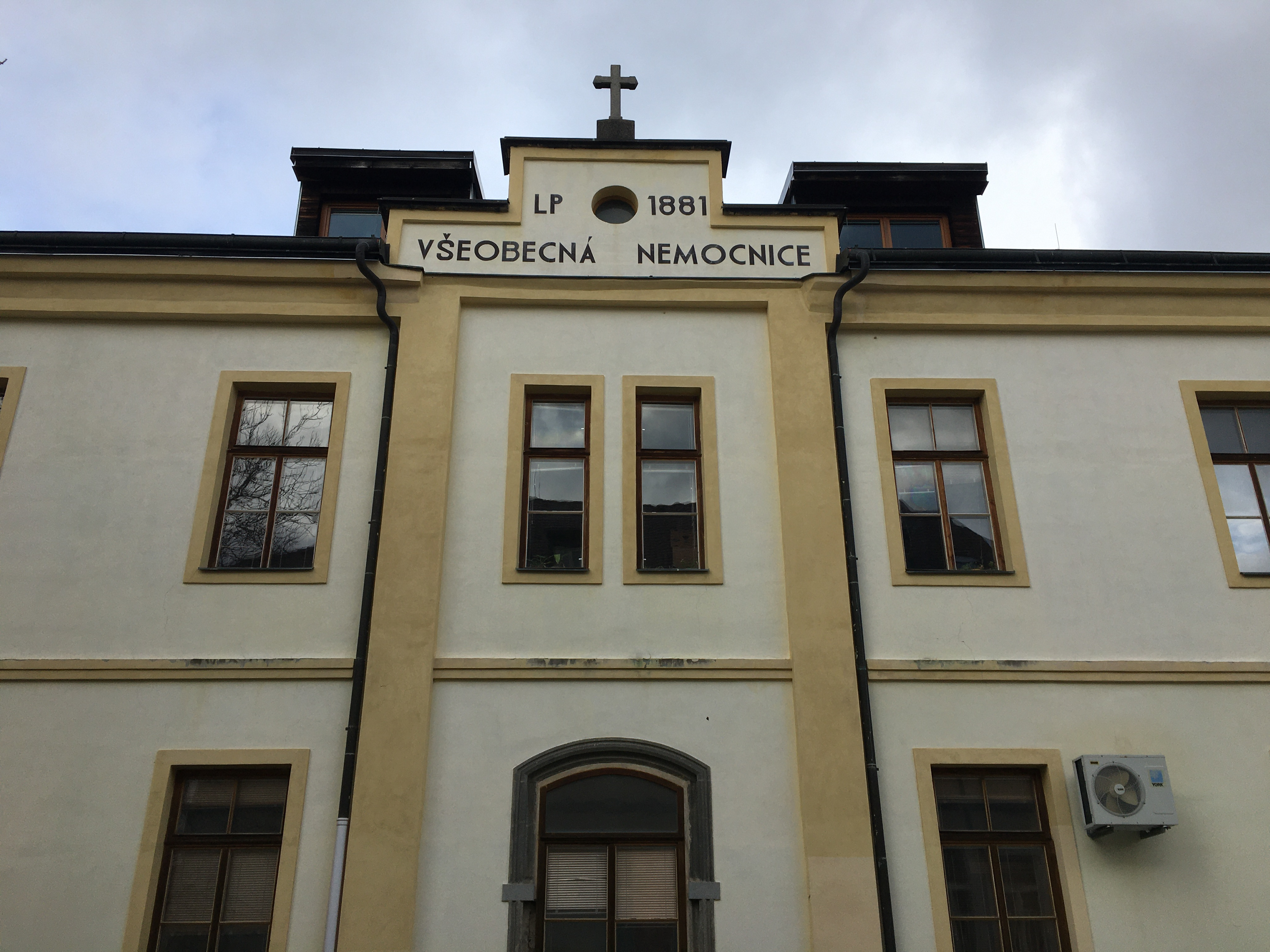
Nejstaršní budova, pavilon B
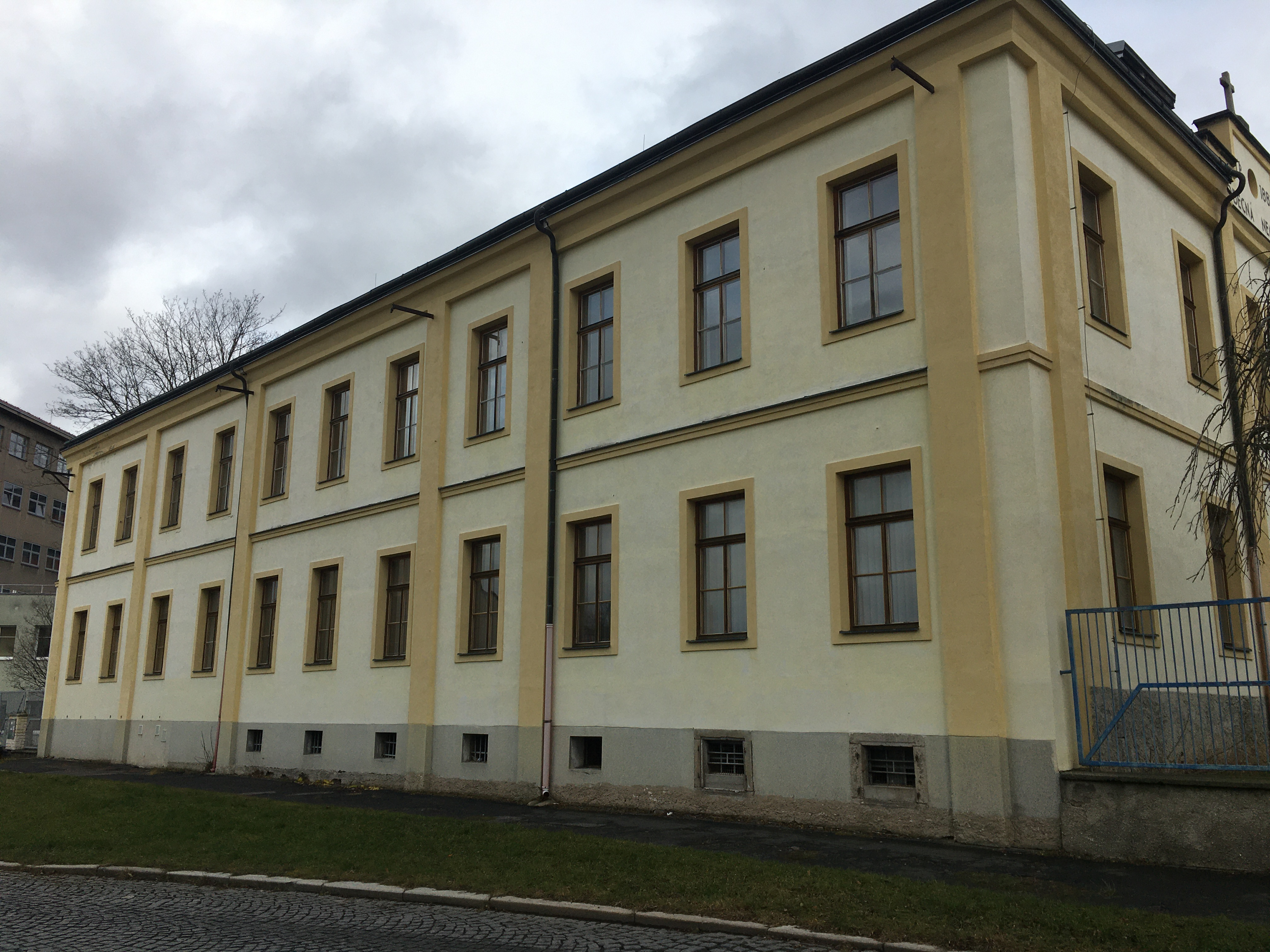
Nejstaršní budova, pavilon B